# Urmijska ravnica
Urmijska ravnica je ravičarska regija u iranskoj pokrajini Zapadnom Azerbajdžanu. Nalazi se između jezera Urmije koje je istočno i turske granice koja je zapadno.
Stanovnici Urmijske ravnice su Azeri, Kurdi, Asirci i Armenci. Potonji su povijesno dugo nazočni u regiji.